# ITV Quiz
ITV Quiz是英國的一個免費無線電視頻道，由ITV數位頻道所有。ITV Quiz在2025年4月16日宣布將開始播出，並在2025年6月9日開播，取代ITVBe頻道。這個頻道專門重播ITV製作的遊戲節目。

## 歷史
2025年4月16日，ITV宣布ITVBe將被ITV Quiz取代，ITVBe的節目則將移到ITV2播出。